# Fabiana Anastácio
Fabiana Anastácio Nascimento (Santo André, 23 de fevereiro de 1975 — São Paulo, 4 de junho de 2020) foi uma cantora brasileira de música cristã contemporânea, ligada ao movimento religioso pentecostal.

## Biografia
Fabiana nasceu na cidade de Santo André, município do estado de São Paulo. Começou a cantar aos 4 anos de idade na igreja Assembleia de Deus, onde a mesma congregava com a sua família. Fabiana começou a cantar em congressos e igrejas. Foi numa dessas apresentações da cantora que um vídeo da mesma viralizou, tornando-se conhecida no meio evangélico e em todo Brasil.
Notável por cantar canções de tônica pentecostal, Fabiana começou a cantar por influência de cantores como Shirley Carvalhaes e Ozéias de Paula. Mas só obteve notoriedade quando um vídeo viral seu interpretando um cover de "Fiel a Mim", de Eyshila, numa igreja. A popularidade lhe fez lançar seu primeiro álbum, Adorador 1 em 2012.[carece de fontes?] Em 2015, laçou o segundo álbum Adorador 2 - Além da Canção. Em 2017, lançou seu último álbum Adorador 3 - Além das Circunstâncias, tendo produção musical do maestro Melk Carvalhedo. Em 2018, lançou uma coletânea Seleção Essencial  de seus maiores sucessos.
Ao longo de cerca de 7 anos de carreira, Fabiana Anastácio lançou alguns sucessos, como  "O Grande Eu Sou", "Quem me vê Cantando", A Sombra de Pedro", "Fiel Adorador", "Deixa Comigo", "Sou Eu" e "Adorarei".
Fabiana Anastácio morreu no dia 4 de junho de 2020, aos 45 anos, vítima da COVID-19. Ela estava internada há mais de uma semana por complicações decorrentes da doença. 

## Discografia
- 2012: Adorador 1
- 2015: Adorador 2 - Além da Canção
- 2017: Adorador 3 - Além das Circunstâncias
- 2018: Seleção Essencial
- 2020: Deus É Contigo